# Coelurosaurus
Coelurosaurus là một chi khủng long, được von Huene mô tả khoa học năm 1929.